# Asura sagittaria
Asura sagittaria är en fjärilsart som beskrevs av George Thomas Bethune-Baker 1904. Asura sagittaria ingår i släktet Asura och familjen björnspinnare. Inga underarter finns listade i Catalogue of Life.